# Přírodní park Fanes-Sennes-Prags
Přírodní park Fanes-Sennes-Prags (italsky Parco Naturale Fanes-Sennes-Braies, ladinsky Parch Natural Fanes-Senes-Braies) je regionální park v jihotyrolských Dolomitech (Itálie). Byl založen v roce 1980 a rozkládá se na ploše 25 453 ha, která leží na území obcí Abtei, Enneberg, Olang, Prags, Toblach a Wengen.

## Poloha
Přírodní park se rozkládá v jihotyrolských částech Braieských Dolomit a pohoří Fanes. Na severu hraničí s údolím Pustertal, na západě s údolím Gadertal a na východě s údolím Höhlensteintal, kde přímo navazuje na přírodní park Drei Zinnen. Na jihu končí na hranici s provincií Belluno. Oblast se vyznačuje rozsáhlými vysokohorskými pastvinami a náhorními plošinami, včetně Fanes a Senes, které daly oblasti jméno, a také Plätzwiese. Tyto náhorní plošiny jsou lemovány četnými horami; nejvyšším vrcholem parku je Hohe Gaisl (3146 m) na jihovýchodě. Největšími stojatými vodními plochami v oblasti jsou Lago di Braies a Lago di Dobbiaco.
Zvláštním geologickým rysem přírodního parku je silný otisk typických krasových forem, jako jsou žlábky a pukliny, pukliny a závrty, které se vyskytují na náhorních plošinách Fanes a Senes. V nižších nadmořských výškách se vyskytují jehličnaté lesy tvořené převážně smrky, ve vyšších polohách se střídají s modříny a borovicemi lesními. V oblasti hranice lesa začíná růst kleč. Velkou část oblasti tvoří vysokohorské pastviny a louky. Charakteristické jsou vápnité trávníky v nadmořské výšce 2000 až 2800 m, tvořené pěchavami a ostřicí vždyzelenou.

## Historie
Přírodní park byl založen v roce 1980. V roce 2009 byl uznán jako součást "Severních Dolomit" organizací UNESCO jako "Světové dědictví Dolomity". "Dům přírodního parku Fanes-Sennes-Prags" se nachází v osadě San Vigilio v obci Enneberg a poskytuje informace o geologii, přírodní a kulturní krajině přírodního parku i o ladinských pověstech.

## Galerie

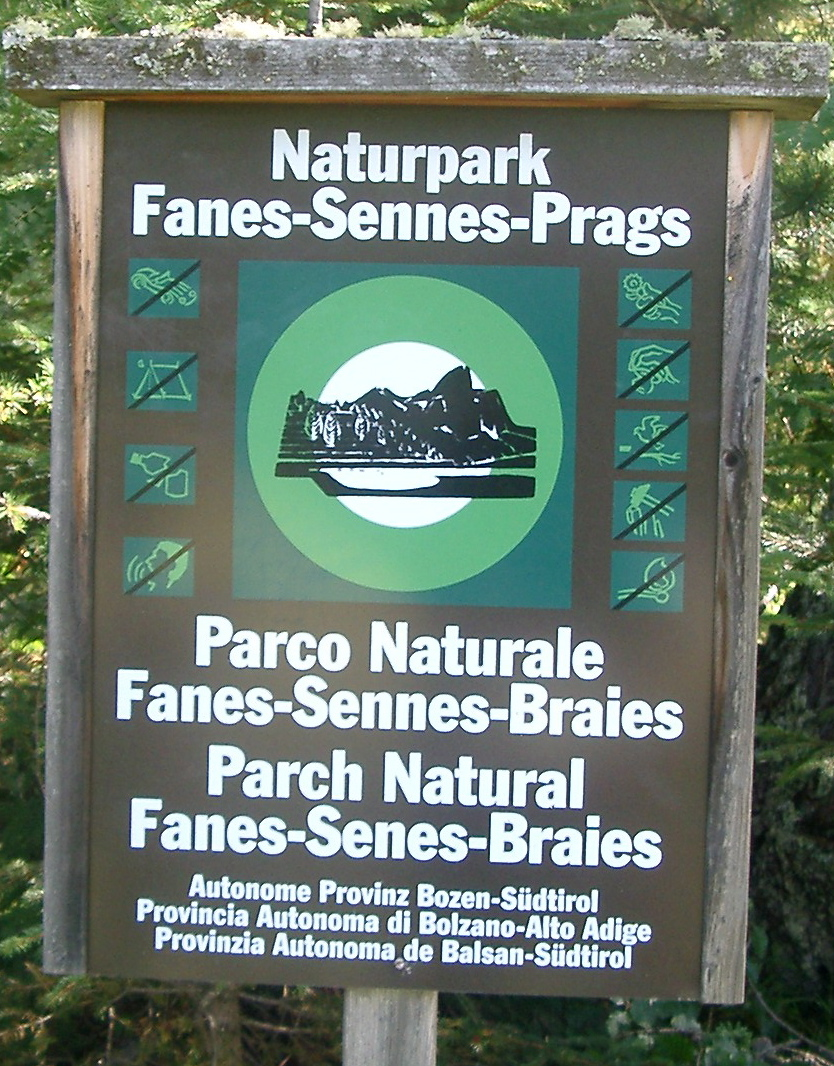
Informační tabule na hranici přírodního parku
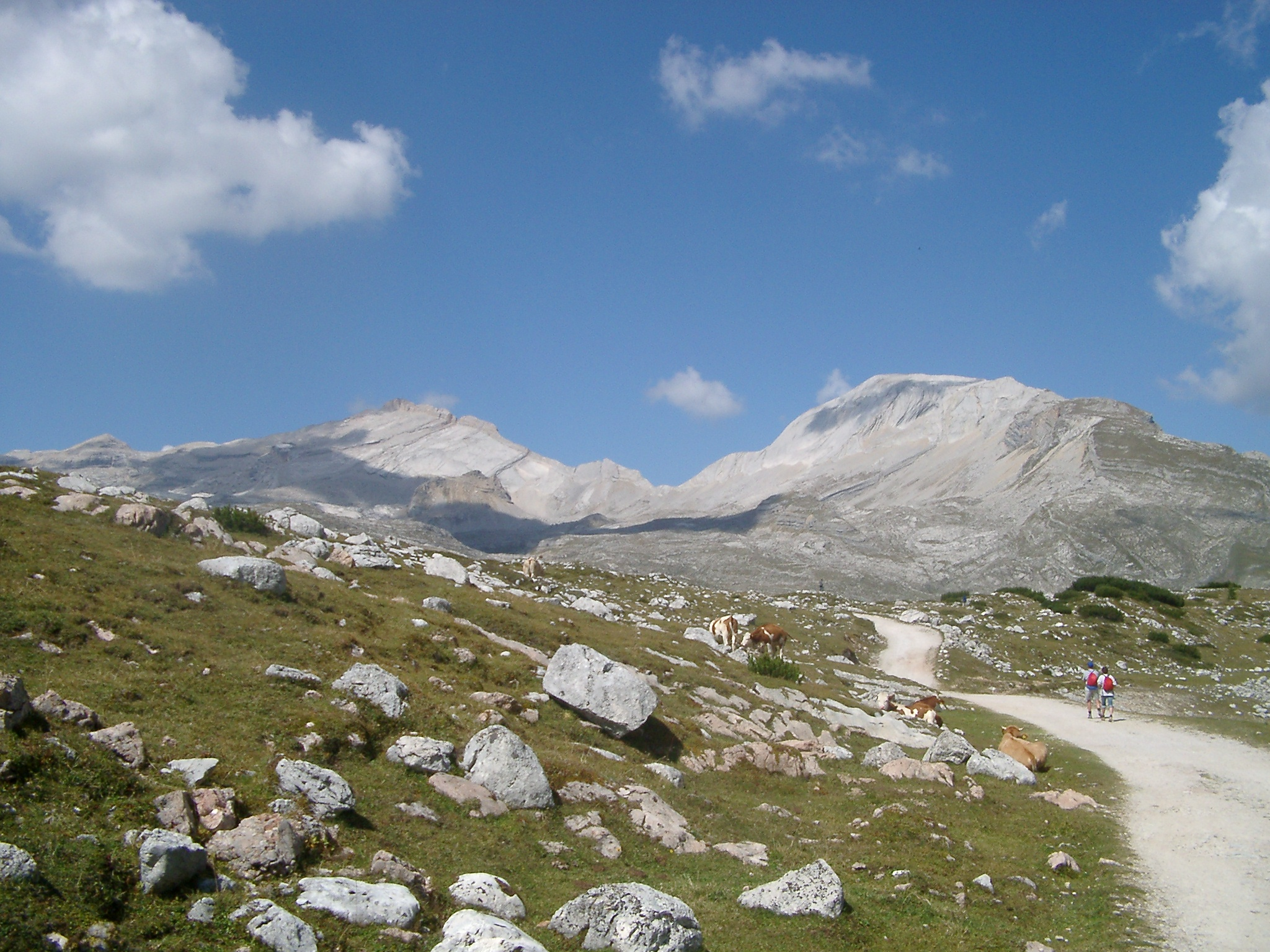
Náhorní plošina Fanes
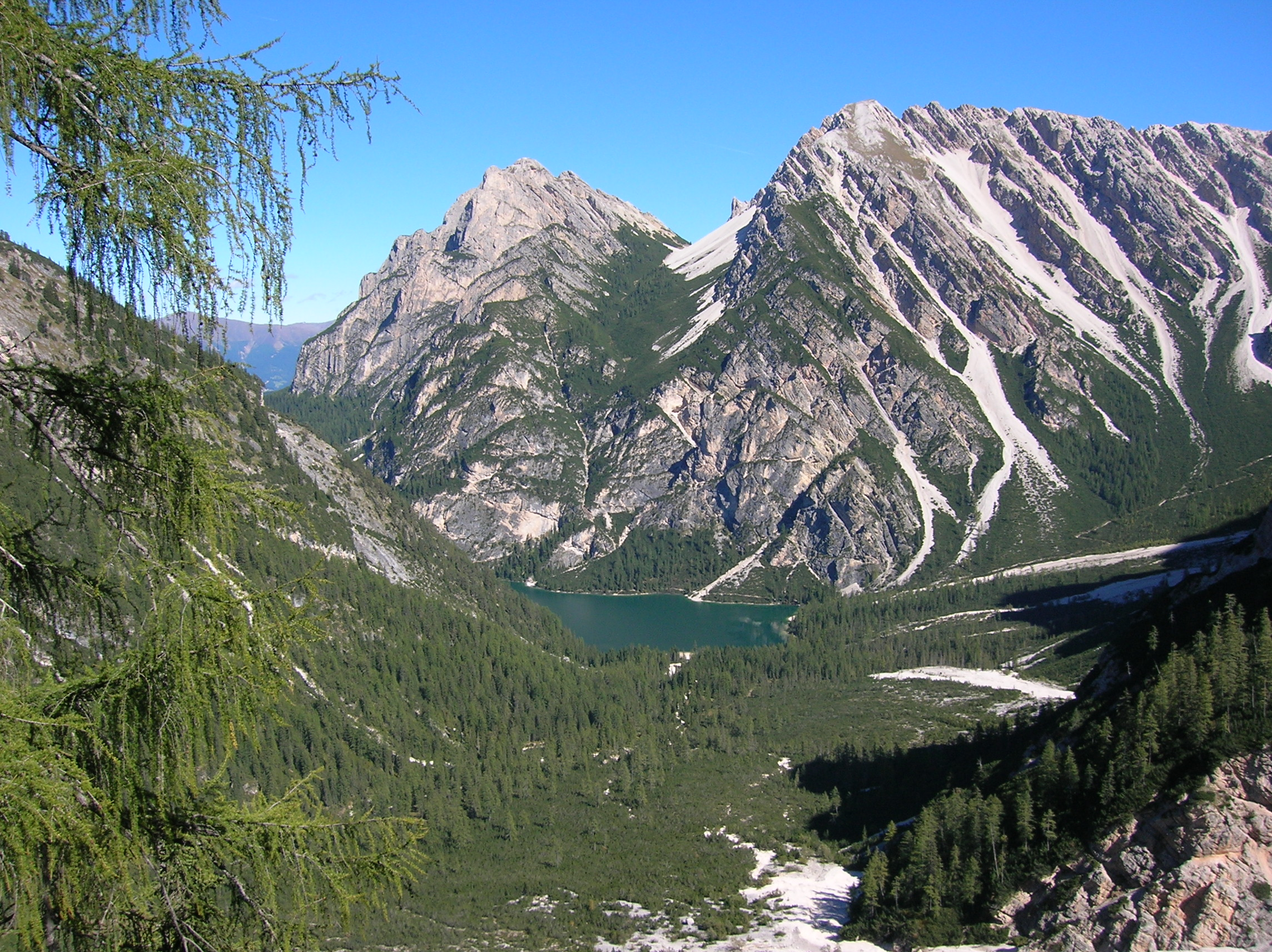
Pragser Wildsee
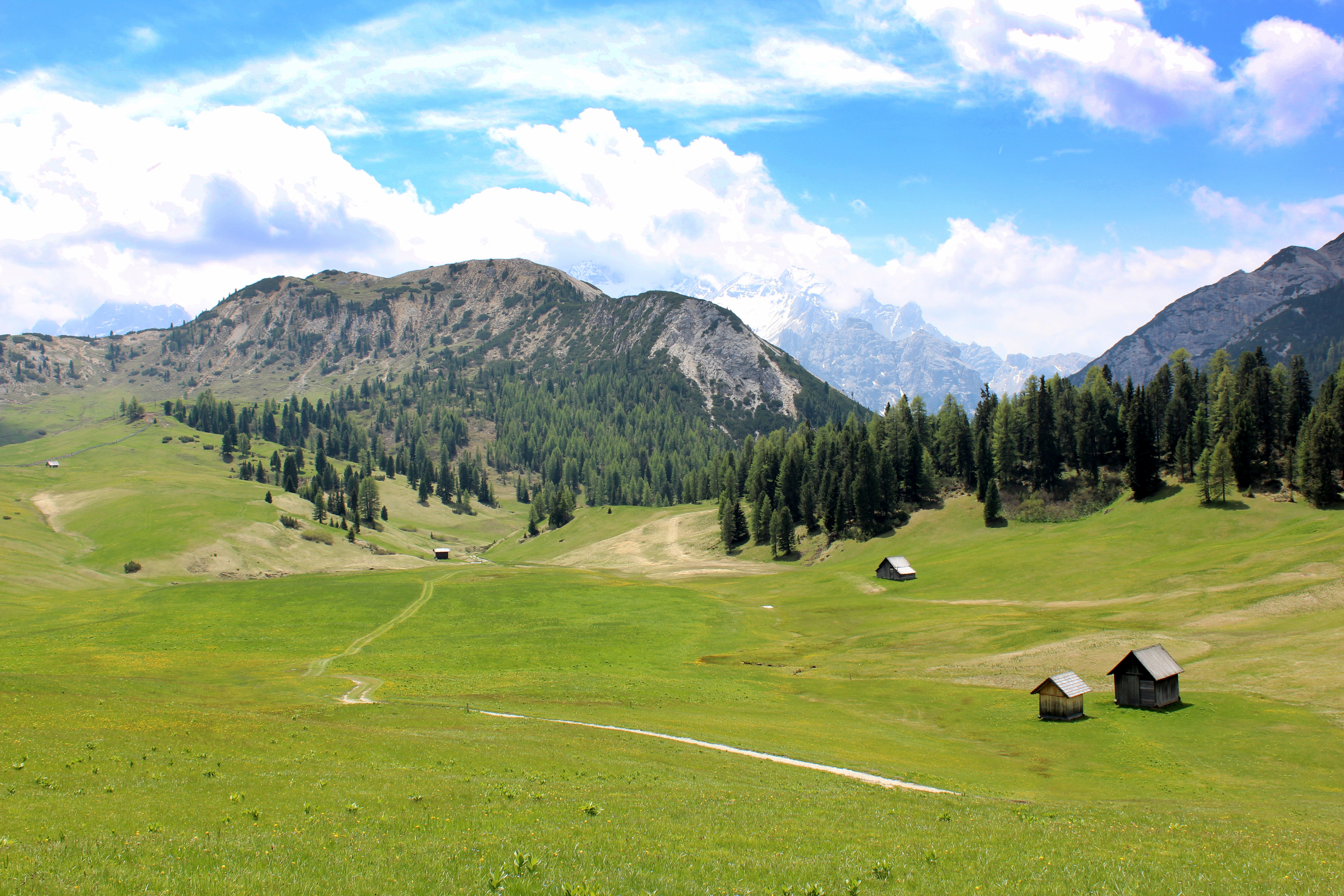
Plätzwiese
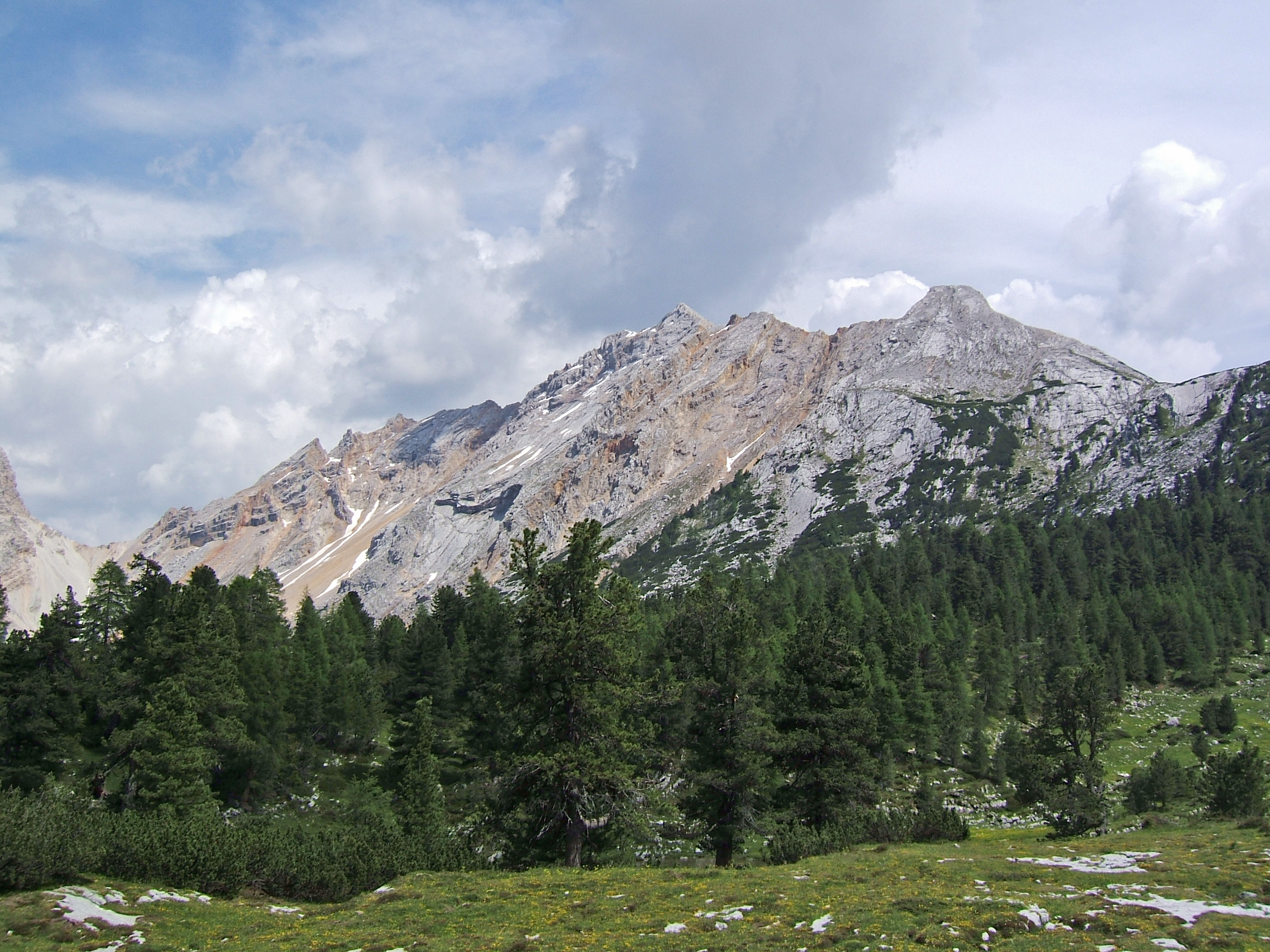
Col Bechei